# Riott Squad
La Riott Squad è stata una stable di wrestling attivo in WWE tra il 2017 e il 2019 e, di nuovo come tag team, tra il 2020 e il 2021, composto da Liv Morgan, Ruby Riott e Sarah Logan.

## Storia

### Trio (2017–2019)
La Riott Squad, proveniente dal territorio di sviluppo di NXT, ha fatto il suo debutto nel roster principale come heel nella puntata di SmackDown del 21 novembre 2017, dove le tre hanno attaccato brutalmente Becky Lynch e Naomi nel backstage e, in seguito, sono intervenute durante il match titolato tra la WWE SmackDown Women's Champion Charlotte Flair e Natalya attaccando brutalmente entrambe. Nella puntata di SmackDown del 28 novembre Liv Morgan, Ruby Riott e Sarah Logan hanno sconfitto Charlotte Flair, Naomi e Natalya (anche se quest'ultima aveva abbandonato le sue compagne durante l'incontro e Naomi è stata brutalmente attaccata da Liv e Sarah durante il match, provocandone un grave infortunio; le due l'hanno schiantata contro i gradoni d'acciaio, mettendola k.o.) Nella puntata di SmackDown del 12 dicembre, Ruby è stata sconfitta da Charlotte Flair per squalifica a causa dell'intervento di Natalya. Nella puntata di SmackDown del 19 dicembre, Ruby e Sarah Logan sono state sconfitte da Charlotte Flair e Naomi. Nella puntata di SmackDown del 26 dicembre, Ruby ha sconfitto Naomi. Nella puntata di SmackDown del 2 gennaio 2018. la Riott Squad ha sconfitto Carmella, Natalya e Tamina. Nella puntata di SmackDown del 9 gennaio, Ruby è stata sconfitta da Becky Lynch. Nella puntata di SmackDown del 16 gennaio. la Riott Squad ha sconfitto Becky Lynch, Charlotte Flair e Naomi. Nella puntata di SmackDown del 23 gennaio, la Morgan ha subìto la sua prima sconfitta nel roster principale, per mano di Naomi. Il 28 gennaio, alla Royal Rumble, la Riott Squad ha partecipato all'omonimo match femminile, ma nessuna ha vinto la contesa. Nella puntata di Smackdown del 6 febbraio, Liv è stata sconfitta dalla campionessa Charlotte Flair in un match non titolato. Nella puntata di SmackDown del 13 febbraio, Sarah è stata sconfitta dalla WWE SmackDown Women's Champion Charlotte Flair in un match non titolato. Nella puntata di SmackDown del 20 febbraio, la Riott Squad ha sconfitto Becky Lynch, Charlotte Flair e Naomi. Nella puntata di SmackDown del 27 febbraio, Ruby ha sconfitto Naomi. L'11 marzo, a Fastlane, Ruby ha affrontato Charlotte Flair per il WWE SmackDown Women's Championship, ma è stata sconfitta. Nella puntata di SmackDown del 20 marzo, Liv Morgan e Sarah Logan sono state sconfitte da Becky Lynch e Naomi. Nella puntata di SmackDown del 27 marzo, Ruby è stata sconfitta da Becky Lynch. L'8 aprile, nel Kick-off di WrestleMania 34, la Riott Squad ha partecipato alla prima edizione della WrestleMania Women's Battle Royal, ma tutte e tre sono state eliminate da Bayley e Sasha Banks.
Con lo Shake-up del 16 aprile l'intera Riott Squad è stata trasferita a Raw; nella stessa sera il match tra Sasha Banks e Bayley è terminato in no-contest a causa dell'intervento della Riott Squad. Nella puntata di Raw del 23 aprile la Riott Squad, Alexa Bliss e Mickie James hanno sconfitto Bayley, Ember Moon, Natalya, Nia Jax e Sasha Banks per squalifica a causa dell'intervento di Ronda Rousey. Nella puntata di Raw del 30 aprile, Ruby ha sconfitto Sasha Banks. Nella puntata di Raw del 7 maggio, Ruby ha partecipato ad un Triple Threat match di qualificazione al Money in the Bank Ladder match che includeva anche Ember Moon e Sasha Banks, ma il match è stato vinto dalla Moon. Nella puntata di Raw del 14 maggio, la Riott Squad è stata sconfitta da Ember Moon, Natalya e Sasha Banks. Nella puntata di Raw del 21 maggio, Liv Morgan e Sarah Logan hanno partecipato ad un Fatal 4-Way match di qualificazione al Money in the Bank Ladder match che includeva anche Dana Brooke e Natalya, ma il match è stato vinto da Natalya. Nella puntata di Raw del 28 maggio, Liv Morgan e Sarah Logan hanno partecipato ad un Gauntlet match per potersi inserire nel Money in the Bank Ladder match, ma sono state eliminate da Bayley. Nella puntata di Raw del 4 giugno, la Riott Squad ha sconfitto Bayley, Ember Moon e Sasha Banks per squalifica su decisione del General Manager Kurt Angle. Nella puntata di Raw dell'11 giugno, Ruby ha sconfitto Bayley. Nella puntata di Raw del 18 giugno, Liv Morgan e Sarah Logan hanno sconfitto Bayley e Sasha Banks. Nella puntata di Raw del 25 giugno, la Riott Squad ha sconfitto Bayley, Ember Moon e Sasha Banks. Successivamente, Ruby ha subito un infortunio al ginocchio che la terrà fuori dalle scene per un periodo imprecisato. Nella puntata di Raw del 2 luglio, Liv è stata sconfitta da Ember Moon. Nella puntata di Raw del 9 luglio, Liv è stata nuovamente sconfitta da Ember Moon. Nella puntata di Raw del 16 luglio, Sarah ha sconfitto Ember Moon. Nella puntata di Raw del 23 luglio, Liv è stata sconfitta per la terza volta da Ember Moon. Nella puntata di Raw del 30 luglio, Liv e Sarah Logan sono state sconfitte da Bayley e Sasha Banks. Ruby Riott fa il suo ritorno nella puntata di Raw del 6 agosto, aiutando Liv e Sarah a vincere contro Bayley e Sasha Banks. Nella puntata di Raw del 13 agosto, Ruby ha sconfitto Sasha Banks. Nella puntata di Raw del 20 agosto, la Riott Squad ha sconfitto Bayley, Ember Moon e Sasha Banks. Nella puntata di Main Event del 31 agosto, Ruby ha sconfitto Ember Moon. Nella puntata di Raw del 3 settembre, Liv e Sarah Logan sono state sconfitte dalle Bella Twins (Brie Bella e Nikki Bella). Nella puntata di Raw del 10 settembre, Ruby è stata sconfitta da Nikki Bella. Nella puntata di Raw del 24 settembre, la Riott Squad ha sconfitto Natalya e le Bella Twins; dove Liv si è procurata una commozione cerebrale, infatti Brie Bella eseguendo degli Yes Kick (mossa caratteristica del marito), sbaglia e colpisce Morgan con due calci alla testa. Nella puntata di Raw del 1º ottobre, Ruby è stata sconfitta dalla WWE Raw Women's Champion Ronda Rousey. Liv fa il suo ritorno il 6 ottobre, al Super Show-Down, dove si riunisce alla Riott Squad ma vengono sconfitte da Ronda Rousey e le Bella Twins. Nella puntata di Raw dell'8 ottobre, la Riott Squad è stata nuovamente sconfitta da Ronda e le Bella Twins.
Nella puntata di Raw del 15 ottobre, Ruby è stata sconfitta da Natalya per squalifica. Nella puntata di Raw del 22 ottobre, Ruby ha sconfitto Sasha Banks. Il 28 ottobre, ad Evolution, la Riott Squad è stata sconfitta da Bayley, Natalya e Sasha Banks. Nella puntata di Raw del 29 ottobre la Riott Squad, Alicia Fox e Mickie James sono state sconfitte da Bayley, Natalya, Sasha Banks, e le due Hall of Famer Lita e Trish Stratus. Nella puntata di Raw del 5 novembre, la Riott Squad affronta Bayley, Natalya e Sasha Banks, ma il match finisce in No-Contest quando Ruby rompe gli occhiali del padre defunto di Natalya, lasciandola in lacrime. Nella puntata di Raw del 12 novembre, Ruby viene annunciata come quinto e ultimo membro del Team Raw al 5-on-5 Traditional Survivor Series Women's Elimination match contro il Team SmackDown per le Survivor Series. Il 18 novembre, alle Series, Ruby Riott e Natalya hanno una rissa nel backstage prima dell'incontro, venendo così sostituite da Bayley e Sasha Banks. Nella puntata di Raw del 19 novembre, Ruby è stata sconfitta da Natalya. Nella puntata di Raw del 26 novembre, la Riott Squad attacca Natalya che era intenta a salvare la sua amica Ronda Rousey. Nella puntata di Raw del 3 dicembre, si ripete la stessa situazione, con la Riott Squad che questa volta schianta Natalya su un tavolo. Nella puntata di Raw del 10 dicembre, Ruby Riott avverte Natalya che a TLC: Tables, Ladders & Chairs sarà sconfitta quando verrà schiantata su un tavolo, presentandone uno sullo stage che vede raffigurato il padre di Natalya. Il 16 dicembre, a TLC, Ruby Riott è stata sconfitta da Natalya in un Tables match, quando la Neidhart effettua una Powerbomb sulla Riott dalla seconda corda su un tavolo che raffigurava un'immagine della Riott; durante il match, Liv Morgan e Sarah Logan, hanno cercato di interferire in favore di Ruby, ma entrambe sono state messe fuori gioco da Natalya. Nella puntata di Raw del 17 dicembre, Ruby ha partecipato ad un 8-Women Gauntlet match per decretare la contendente nº1 al WWE Raw Women's Championship ed affrontare la campionessa femminile Ronda Rousey la settimana successiva, ma è stata eliminata per sesta da Natalya. Il 20 dicembre, a Tribute to the Troops, Liv Morgan e Sarah Loagn hanno preso parte ad un Triple threat tag team match che includeva Ronda Rousey & Natalya e Nia Jax & Tamina, perdendo il match con la Rousey che sottomette Liv e Sarah contemporaneamente. Nella puntata di Raw del 24 dicembre, la Riott Squad ha colpito alle spalle Bayley, Ember Moon e Sasha Banks, dopo il loro match vinto contro Alicia Fox, Dana Brooke e Mickie James. Nella puntata di Raw del 31 dicembre, la Riott Squad è stata sconfitta da Bayley, Ember Moon e Sasha Banks.
Con lo Shake-up del 16 aprile 2019 Liv Morgan è passata a SmackDown, segnando di fatto la fine dalla stable.

### Reunion come tag team (2020–2021)
Nella puntata di Raw del 3 agosto 2020, la stable si riforma durante lo show di Kevin Owens, grazie al quale Riott e Morgan chiariscono i precedenti dissapori e rimettono da sole in piedi il team, orfane di Sarah Logan. Nella stessa puntata, sconfiggono le The IIconics (Peyton Royce e Billie Kay). Nella puntata di Raw del 24 agosto, la Riott Squad e Bianca Belair hanno sconfitto The IIconics e Zelina Vega. A Payback, la Riott Squad ha sconfitto The IIconics. Nella puntata di Raw del 31 agosto, la Riott Squad ha sconfitto le The IIconics in un match valevole un'opportunità titolata contro le campionesse di coppia femminili Nia Jax e Shayna Baszler per le vincitrici; inoltre, la loro vittoria ha determinato automaticamente lo split delle loro avversarie, secondo quanto previsto dalla stipulazione del match.
Il 2 giugno 2021 Ruby Riott venne licenziata, segnando di fatto lo scoglimento del duo.

## Nel wrestling

### Mosse finali
- Liv Morgan
  - Single knee facebreaker
  - Springboard reverse STO
- Ruby Riott
  - Senton
  - Wind-up overhead kick
- Sarah Logan
  - Big boot sull'addome dell'avversaria

### Musiche d'ingresso
- We Riott dei CFO$

## Titoli e riconoscimenti
- Pro Wrestling Illustrated
  - 23° tra i 50 migliori tag team nella PWI Tag Team 50 (2020)[1]